# Figueira da Foz
Figueira da Foz is een plaats en gemeente in het Portugese district Coimbra. De gemeente heeft een totale oppervlakte van 379 km² en telde 62.601 inwoners in 2001.
De hoofdplaats van de gemeente is de gelijknamige plaats Figueira da Foz (letterlijk: Vijgenboom aan de monding), aan de monding van de Mondego en aan de Atlantische Oceaan. Dit is een toeristisch centrum met een van de breedste stranden van Europa. Hier ligt ook een van de grootste casino's van het Iberisch Schiereiland.
Een andere plaats in de gemeente is Buarcos, dat ook een strand heeft.

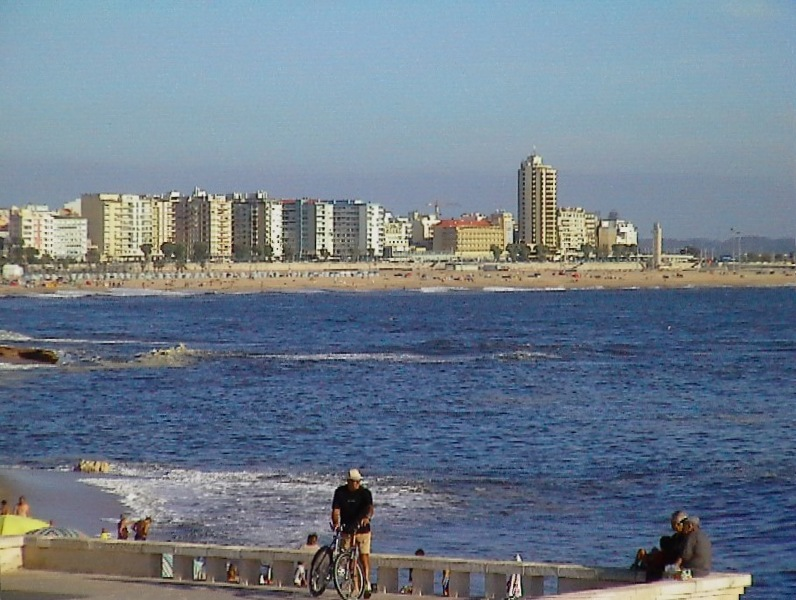
Zicht op Figueira da Foz.

## Plaatsen (freguesia) in de gemeente
- Alhadas
- Alqueidão
- Bom Sucesso
- Borda do Campo
- Brenha
- Buarcos (Figueira da Foz)
- Ferreira-a-Nova
- Lavos
- Maiorca (Figueira da Foz)
- Marinha das Ondas
- Moinhos da Gândara
- Paião
- Quiaios
- Santana (Figueira da Foz)
- São Julião da Figueira da Foz (Figueira da Foz)
- São Pedro (Figueira da Foz)
- Tavarede (Figueira da Foz)
- Vila Verde (Figueira da Foz)